# Вінкранж (комуна)
Вінкранж (люксемб. Wëntger, фр. Wincrange, нім. Wintger) — комуна Люксембургу. Входить до складу кантону Клерво в окрузі Дикірх.

## Географія
Площа території комуни становить 113,36 км² (1-е місце за цим показником серед 116 комун Люксембургу).
Висота найвищої точки комуни над рівнем моря складає 528 метрів (12-е місце за цим показником серед комун країни), найнижчої — 350 метрів (114-е місце).

## Демографія
Станом на 2011 рік на території комуни мешкало 3 778 ос.
Динаміка чисельності населення:

## Адміністративний поділ
До складу комуни входять такі поселення:
| Поселення             | Населення за даними переписів: | Населення за даними переписів: | Населення за даними переписів: |
| Поселення             | на 31.03.1981                  | на 01.03.1991                  | на 15.02.2001                  |
| --------------------- | ------------------------------ | ------------------------------ | ------------------------------ |
| Аллерборн             | 61                             | 58                             | 55                             |
| Ассельборн            | 330                            | 336                            | 387                            |
| Беванж-Клерво         | 126                            | 129                            | 117                            |
| Боксхорн              | 219                            | 212                            | 243                            |
| Брахтенбах            | 139                            | 130                            | 149                            |
| Кінкфонтен/Маулюсмюль | н/д                            | 27                             | 22                             |
| Крендаль              | 52                             | 45                             | 9                              |
| Дайффельт             | 84                             | 99                             | 129                            |
| Деренбах              | 134                            | 172                            | 268                            |
| Деннанж               | 130                            | 128                            | 137                            |
| Хахівілль             | 159                            | 170                            | 181                            |
| Хамівілль             | 120                            | 127                            | 163                            |
| Хоффельт              | 195                            | 173                            | 252                            |
| Лулланж               | 79                             | 96                             | 124                            |
| Нідервампах           | 131                            | 137                            | 193                            |
| Обервампах            | 143                            | 147                            | 172                            |
| Рюмланж               | 64                             | 75                             | 115                            |
| Сассель               | н/д                            | 37                             | 42                             |
| Штокем                | 68                             | 68                             | 112                            |
| Труан                 | 208                            | 203                            | 273                            |
| Вайлер                | 37                             | 42                             | 41                             |
| Вінкранж              | 85                             | 136                            | 197                            |